# Matthew Helders
Matthew Helders, nascido em 7 de Maio de 1986, é o baterista da banda de rock britânica Arctic Monkeys.

## Carreira no Arctic Monkeys
Helders disse que acabou tocando bateria por ser "a única coisa que havia restado." Quando começaram a banda, nenhum deles sabia tocar instrumento algum. "Nós só juntamos tudo. Todos eles tinham guitarras e eu comprei um kit de bateria um pouco depois." No entanto, Helders afirmou que a banda sofreu fortes influências do rap. "Éramos fãs de rap quando estávamos na escola... ainda nos influencia de certa forma, como para mim, na bateria. A melodia é vibrante." Helders também aponta o Queens of the Stone Age como a maior influência no seu desenvolvimento como baterista, dizendo: "A coisa que mais me marcou foi assistir ao Queens of the Stone Age em um festival... assim que eles saíram do palco, pensei: 'preciso começar a tocar mais pesado'."
Ele também explicou a insistência da banda em cantar com seu sotaque nativo de Sheffield: "quando falamos entre as músicas em um show, estamos falando com nosso sotaque inglês normal, e é um pouco estranho cantar uma música como se a gente fosse da Califórnia ou algo assim... seria meio besta."
Helders também cita Bonham e Buddy Rich como seus bateristas preferidos, e ao contrário do que se pensava, o "B" tatuado em seu braço é uma homenagem a esses dois artistas (e não uma declaração à namorada Breana McDow).
Sendo o principal backing vocal do grupo, Helders participou de gravações vocais em muitas músicas do Arctic Monkeys. Ele geralmente canta em resposta ou em harmonia com o vocalista Alex Turner, e ainda canta como vocalista principal nas músicas "D is for Dangerous", "Brick By Brick" e I.D.S.T.", bem como em partes de "You Probably Couldn't See for the Lights but You Were Staring Straight at Me", "Who the Fuck Are Arctic Monkeys?", e "Teddy Picker". Além disso, durante os shows nos Estados Unidos da turnê do terceiro álbum da banda, Humbug, ele cantou uma interpolação da música "Last Christmas", do Wham!, durante a reprise de uma performance de "Fluorescent Adolescent".

## Fora do Arctic Monkeys
Helders remixou “T.H.E.H.I.V.E.S (We Rule The World)”, quarto single do The Hives do disco "The Black and White Album", e "Skin Divers", segundo single do Duran Duran do disco "Red Carpet Massacre". Tocou bateria com o We Are Scientists em alguns shows no Reino Unido e também remixou o segundo single da banda, "Chick Lit", como b-side do lançamento em vinil. Participou da gravação do álbum "Skanky Skanky", do Toddla T, e também remixou "Again & Again" para o Roots Manuva, que foi tocada por Zane Lowe na BBC Radio 1.
Em 21 de julho de 2006, Helders fez uma aparição surpresa no clube Leadmill, de Sheffield  quando ele assumiu a bateria durante um concerto Milburn, tocando a parte final de “What You Could Have Won”.
Em agosto de 2008, foi anunciado que Helders compilaria o último lançamento da série de CDs de DJ mix LateNightTales. A coleção, denominada "Late Night Tales: Matt Helders", foi lançada em 27 de outubro de 2008 e inclúi uma faixa com uma história falada, intitulada "A Choice of Three", composta e reproduzida por Alex Turner.
Em 12 de junho de 2010 Helders (usando o nome artístico Rufus Black) apareceu no Friday Night com Jonathan Ross como baterista para a música do Diddy-Dirty Money "Hello, Good Morning."
Helders é um dos 3 criadores do festival Tramlines Festival, em Sheffield.
Em 21 de janeiro de 2016  junto de Iggy Pop, Josh Holmes, Dean Fertita e Troy Van Leeuwen (Queens of the Stone Age) e Matt Sweeney (Chavez) lançou o single "Gardênia". Este é o primeiro single do albúm "Post pop depression" que está previsto para março deste mesmo ano.

### Discografia Solo
Álbuns
- 2008: Late Night Tales: Matt Helders

Singles
- 2008: "Dreamer (Livin' Joy song)|Dreamer" (com Nesreen Shah)

Participações
- 2008: Mongrel – "Barcode" (com Pariz 1, Tor Cesay, Mpho, Saul Williams e Matt Helders)
- 2008: Mongrel – "The Menace" (com Lowkey e Matt Helders)
- 2009: Toddla T – "Boom Dj From The Steel City"
- 2009: Toddla T – "Better"

Remixes
- 2008: The Hives – "We Rule The World (T.H.E.H.I.V.E.S.)"
- 2008: We Are Scientists – "Chick Lit"
- 2008: Roots Manuva – "Again & Again"
- 2008: Duran Duran – "Skin Divers"
- 2009: Yo Majesty – "Club Action"
- 2011: Wet Nuns – "Don't Wanna See Your Face"

## Vida Pessoal
Matt é filho de Clive e Jill Helders, e também tem um irmão, Gary Helders. Seus pais ainda vivem em Sheffield e são muito próximos dos pais dos outros integrantes do Arctic Monkeys. A mãe de Helders possui uma cafeteria em Hillsborough, Sheffield denominada "Truly Scrumptions".
Quando ainda estava na escola, Matt se envolveu com sua colega de turma Lauren Bradwell, que mais tarde o trocou por seu companheiro de banda Alex Turner. Ela acabou deixando Turner por um rapaz mais velho, inspirando-o a compor a música "Bigger Boys And Stolen Sweethearts".
Matt namorou por seis anos Amy Hipwell, que também é de Sheffield. O casal terminou em 2012.
Em setembro de 2012, foi confirmado seu namoro com a modelo Breana McDow, que participou com ele de três clipes do Arctic Monkeys: "Suck It And See", "Evil Twin" e "Black Treacle"

## Linha de Roupas
Helders lançou sua própria linha de roupas, consistindo de uma jaqueta, um casaco e três camisetas. Começaram a ser vendidas em maio de 2007, juntamente com um CD com um remix do Arctic Monkeys remixado pelo próprio Helders e pelo designer do Supreme Being, Skuff. Uma libra por venda será doada para oHospital Residencial Arthur Rank.